# Irk Bitig

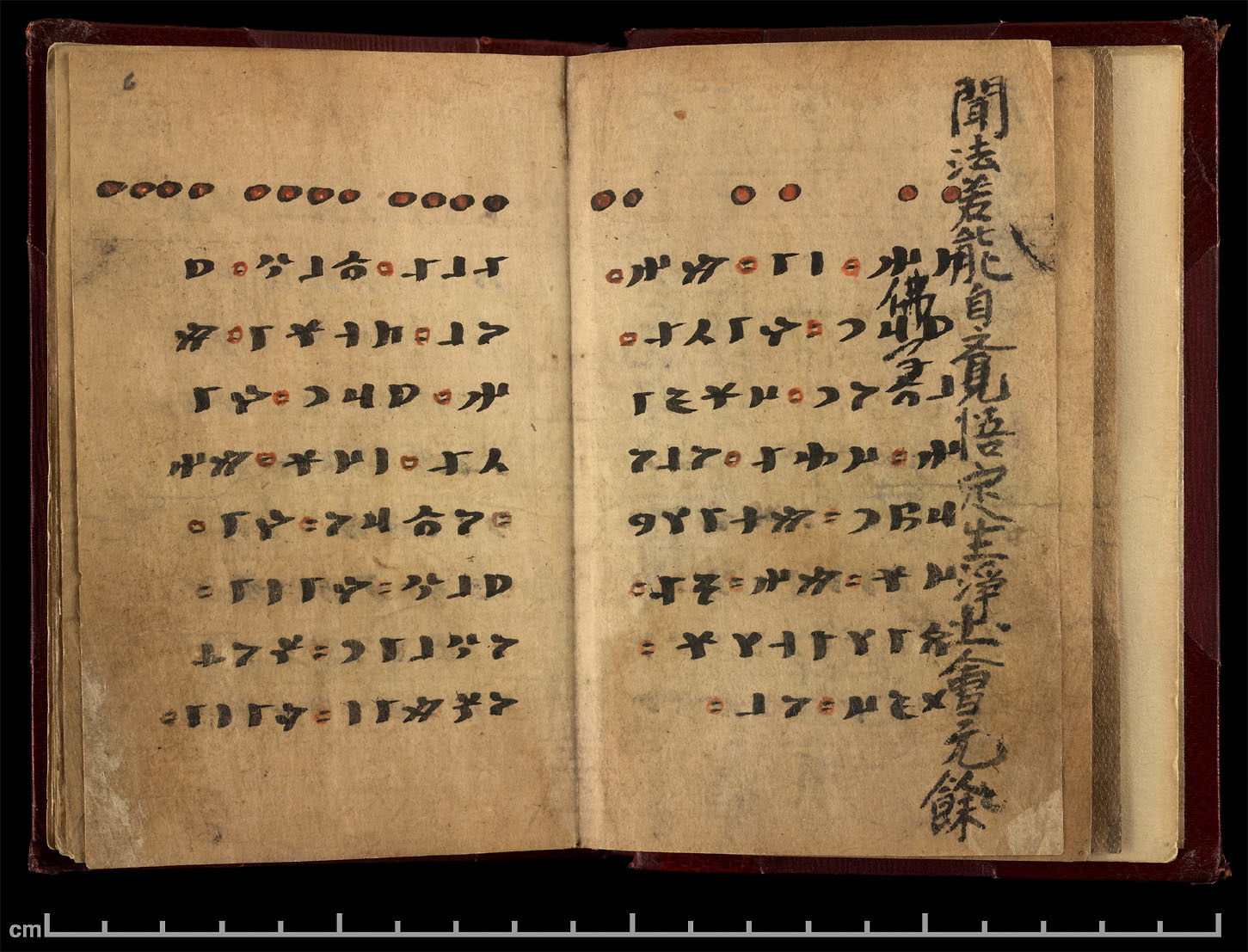
Page 6 du livre.

Irk Bitig (vieux-turc : 𐰃𐰺𐰴 𐰋𐰃𐱅𐰃𐰏) également surnommé le livre des présages ou le livre des divinations est le seul manuscrit complet en vieux-turc connu à ce jour. Il a été découvert dans les grottes de Mogao, à Dunhuang et est actuellement conservé en Grande-Bretagne.
Il s'agit d'un livre tengriste écrit dans l'alphabet de l'Orkhon, en faisant une source importante de compréhension de la mythologie turco-mongole,  comportant quelques textes bouddhiques en chinois par-dessus le texte.